# Трун (город)
Трун (англ. Troon, гэльск. an t-Sròn, скотс The Truin) — город на западном побережье Шотландии, в округе Саут-Эршир. Расположен на берегу залива Ферт-оф-Клайд в 13 км к северу от Эра, административного центра области. Язык общения местного населения — английский.

## Видные уроженцы
- Хоскинг, Джеффри

## Интересные факты
Трун упоминается вскользь как место службы камердинера Беддоуса в романе Агаты Кристи "Убийство в "Восточном экспрессе"
В 2014 году в городе проходили съёмки двух финальных эпизодов первого сезона сериала Чужестранка канала Starz.